# Münster
Münster (in basso sassone Mönster, in italiano storico Monaco di Vestfalia) è una città extracircondariale tedesca di 317 713 abitanti della Renania Settentrionale-Vestfalia, capoluogo dell'omonimo distretto governativo e sede di una delle più grandi università della Germania, l'Università di Münster (Universität Münster).

## Geografia fisica

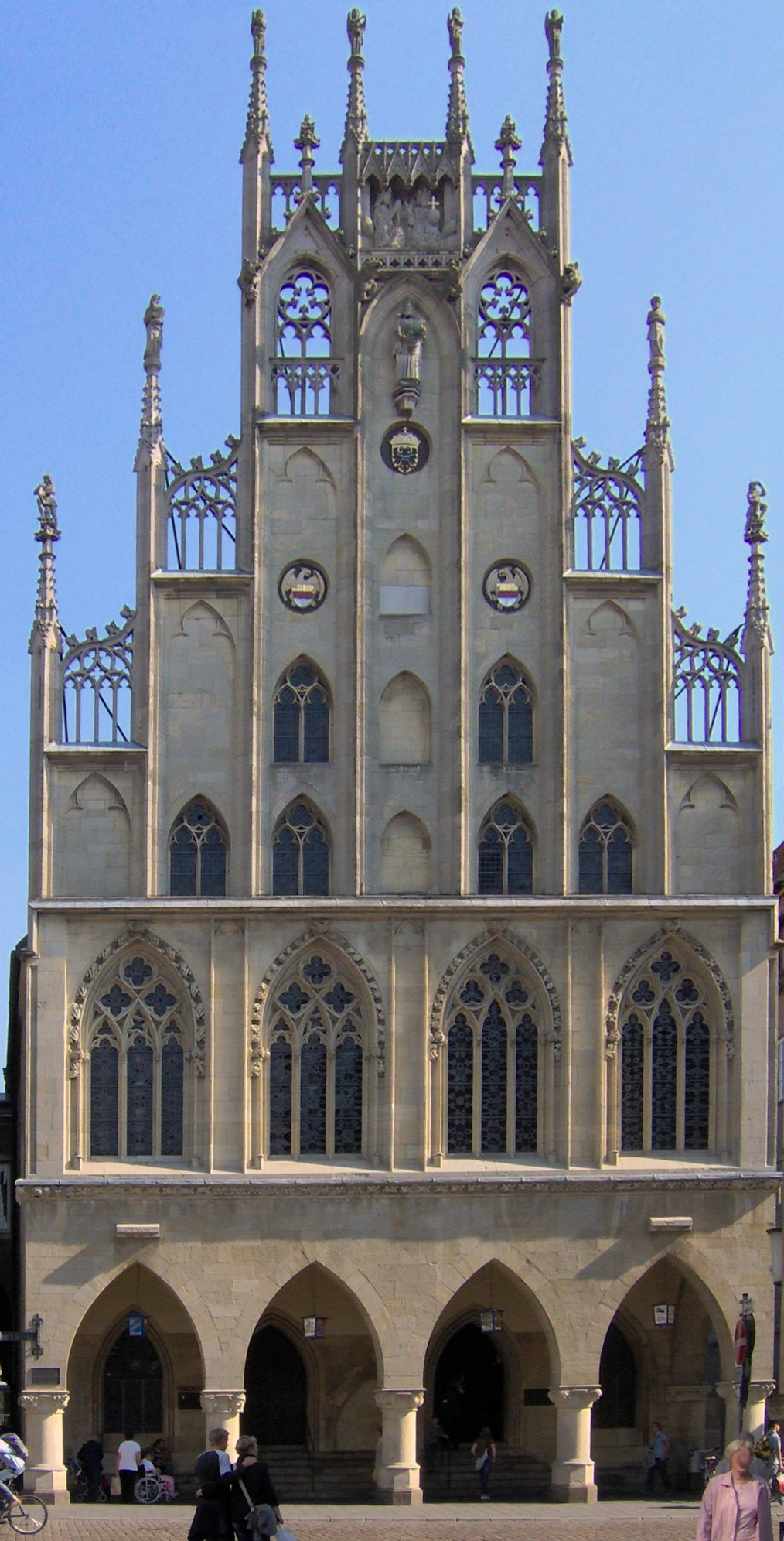
Municipio storico di Münster

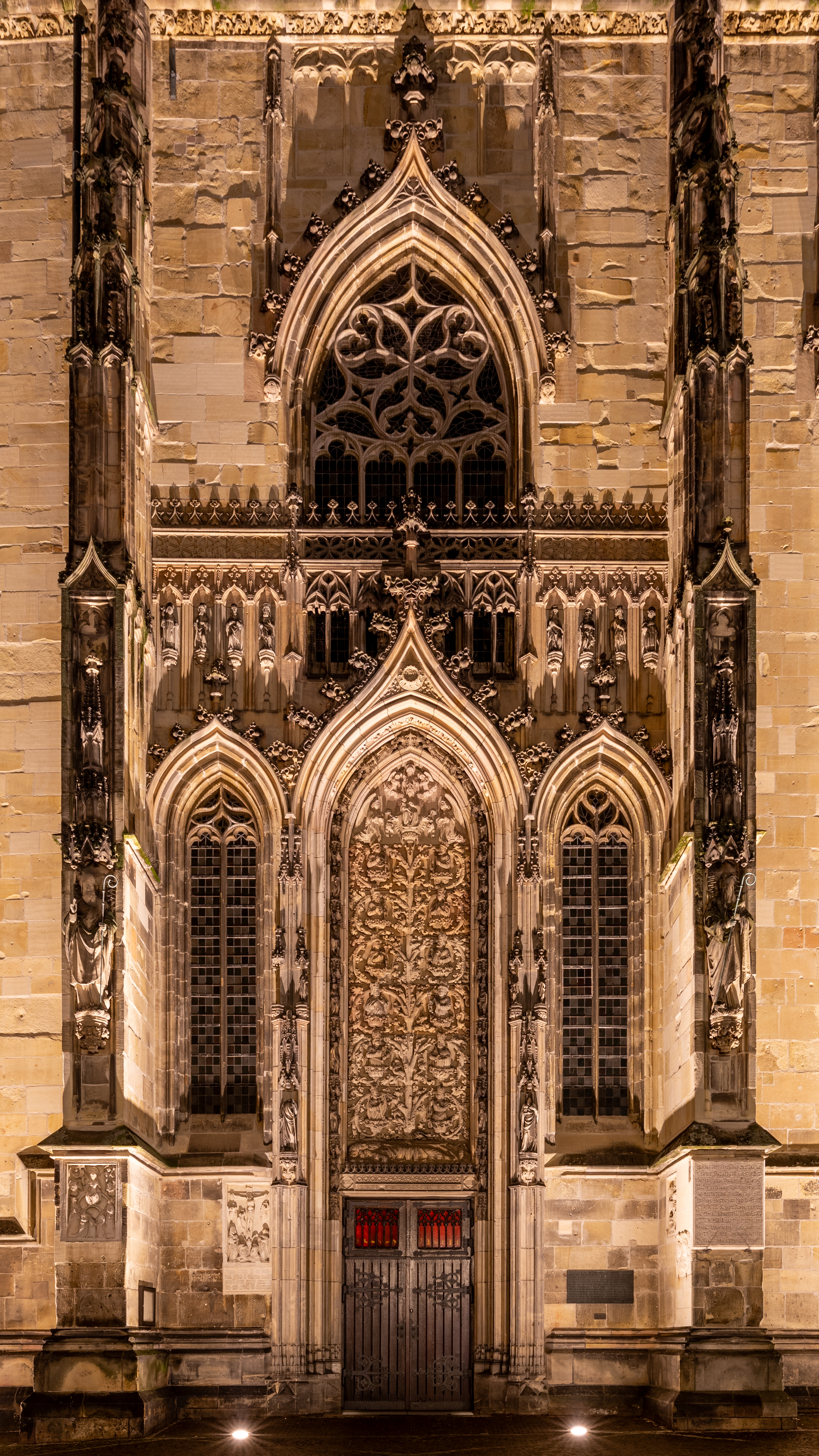
La Chiesa di San Lamberto.

La città è situata nella regione del Münsterland, parte della Vestfalia, e si trova a nord dello storico distretto industriale e minerario della regione della Ruhr.

## Storia
Fondata nel 793 come sede di un monastero, è stata nominata sede diocesana nell'805.
Nel XVI secolo Münster divenne la città-Stato anabattista di Giovanni di Leida, una esperienza che durò dal 1534 al 1535. In questo periodo venne instaurato un regno proto-socialista e teocratico, che però rese la città teatro di repressioni sanguinose tra concittadini. Fu instaurato un regime del terrore, in cui la pena di morte senza processo ma "ispirata da visioni mistiche" era comminata anche per la minima contravvenzione. La città fu riconquistata nel 1535 dall'esercito coalizzato delle città vicine e gli anabattisti che rifiutarono l'abiura furono costretti all'esilio. I corpi dei leader della rivolta furono esposti in gabbie tuttora appese alla chiesa di San Lamberto.
Münster fu una delle due sedi, insieme ad Osnabrück, delle trattative della pace di Vestfalia del 1648, che pose fine alla guerra dei Trent'Anni. Le proposte di pace della Francia nei confronti dell'Impero erano state avanzate a Münster già nel 1645, anche se il trattato fu firmato solo il 24 ottobre 1648. Il trattato di Münster consolidò la potenza della Francia ai danni dell'Impero, grazie all'acquisizione francese delle diocesi di Metz, Toul e Verdun, grazie al dominio sulla grande fortezza di Pinerolo e sulla città fortificata di Neuf-Brisach, in Alsazia.
Nel corso dell'ottobre 1944, durante la Seconda guerra mondiale, un bombardamento alleato colpì la città, all'epoca centro industriale e bellico di primaria importanza, e distrusse il 90% del centro storico (accuratamente ricostruito nel dopoguerra secondo la sua antica conformazione).
Durante il regime nazista, il suo vescovo cattolico, Clemens August von Galen, si distinse come fiero oppositore delle teorie naziste sulla purezza della razza.

## Cultura
Münster è sede dell'Università di Münster, fondata nel 1780. Nell'ambito dell'università è aperto al pubblico il Museo biblico di Münster, il primo museo biblico del mondo.

### Skulptur Projekte
Lo Skulptur Projekte è una manifestazione internazionale di scultura che si tiene dal 1977 ogni dieci anni, parallelamente alla manifestazione di arte contemporanea Documenta di Kassel. Artisti di fama internazionale vengono invitati a produrre in loco installazioni site-specific, disseminate in modo eterogeneo nel piccolo centro tedesco. I lavori vengono installati in un vasto raggio che comprende sia il territorio urbano di Münster, sia l'area dei parchi e la zona agricola che la circonda. La sede di riferimento dello Skulpture Projekte rimane il LWL-State Museum of Art and Cultural History, che ne è anche sponsor insieme alla Città di Münster e allo stato federale del Nord-Reno Vestfalia.
Molte opere sono state comprate alla chiusura della mostra, che dura cento giorni, dalla città stessa o da aziende private, e si sono trasformate in una componente permanente della città.

## Infrastrutture e trasporti

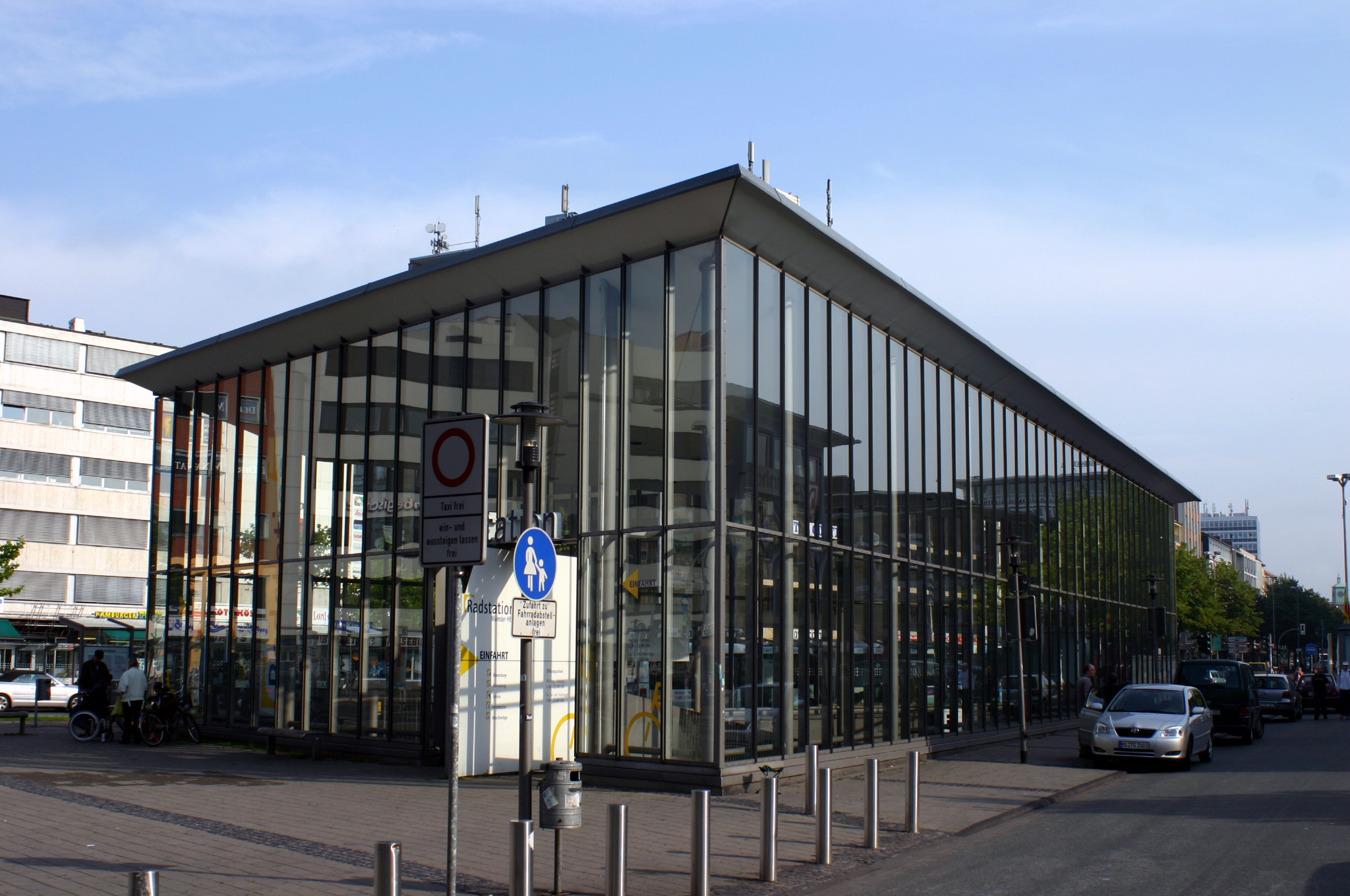
Ciclostazione

La città è servita da un aeroporto internazionale, l'Aeroporto di Münster-Osnabrück (FMO), che sorge a 25 km dalla città, in località Greven, e che viene gestito in comune con la vicina Osnabrück (sita a 40 km).
Münster è collegata alla rete autostradale tedesca attraverso la Autobahn A1 ed è dotata di un moderno porto canale nella zona orientale della città.
La città ha una stazione ferroviaria (Münster Hauptbahnhof) collegata con le principali città della Germania e con la rete ferroviaria regionale della Nord Reno-Vestfalia.
Per la mobilità urbana un ruolo di rilievo lo ha la bicicletta, che copre circa il 40% degli spostamenti totali (o più, secondo alcune rilevazioni). La città è dotata di una rete ciclabile di oltre 450 km, un parcheggio bici coperto presso la stazione ferroviaria, e numerose facilitazioni nella viabilità urbana.

## Sport
La principale squadra calcistica cittadina è lo Sportclub Preußen 06 Münster, che disputa le gare casalinghe al Preußenstadion. Nella stagione 2024-2025 milita nella 2. Bundesliga.

## Amministrazione

### Gemellaggi
Gemellaggi:
- York
- Fresno (California)
- Orléans
- Kristiansand
- Monastir
- Rishon LeZion
- Rjazan'
- Mühlhausen/Thüringen
- Lublino
- Saint-André-lez-Lille

Amicizie:
- Braniewo
- Beaugency

## Galleria d'immagini

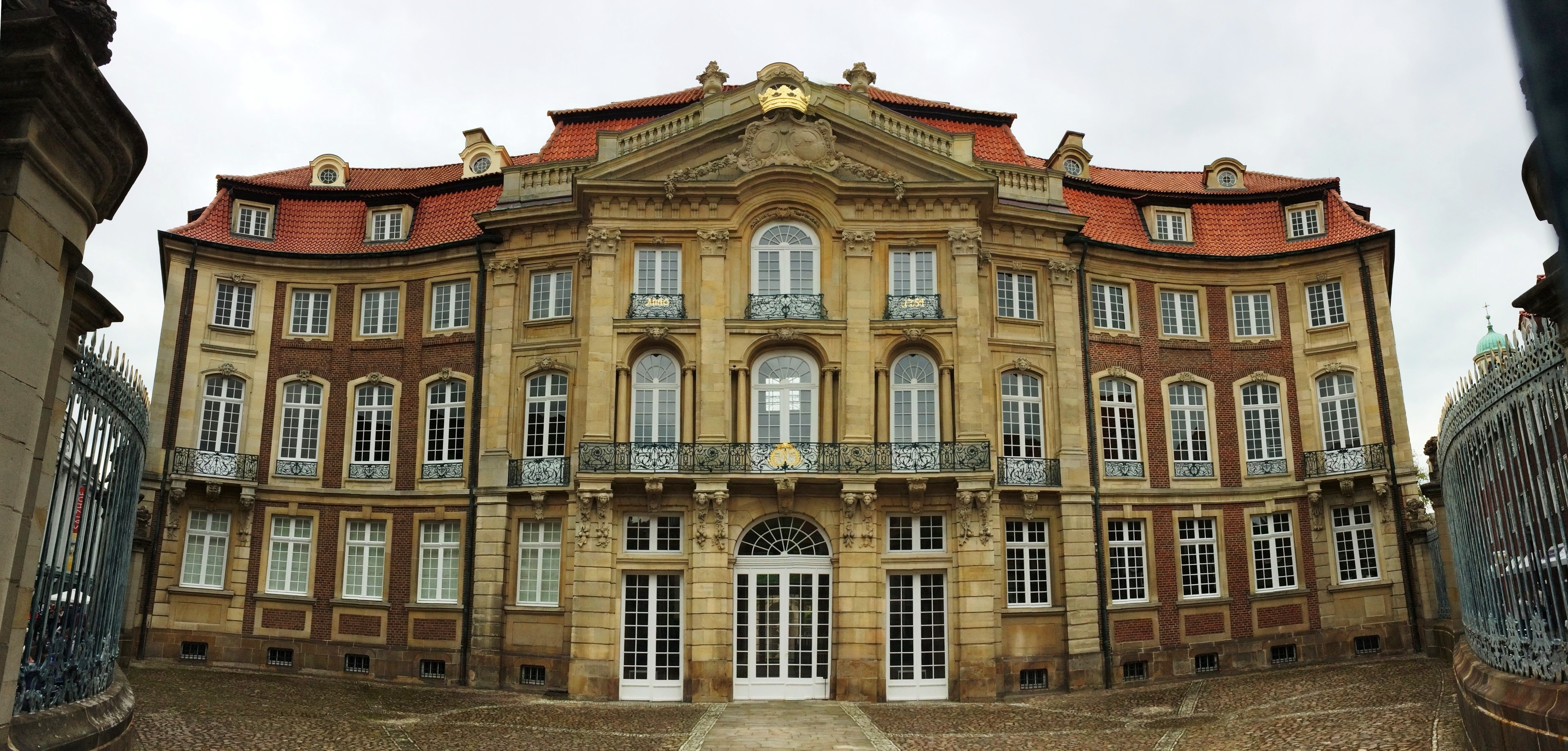
Palazzo Erbdrostenhof
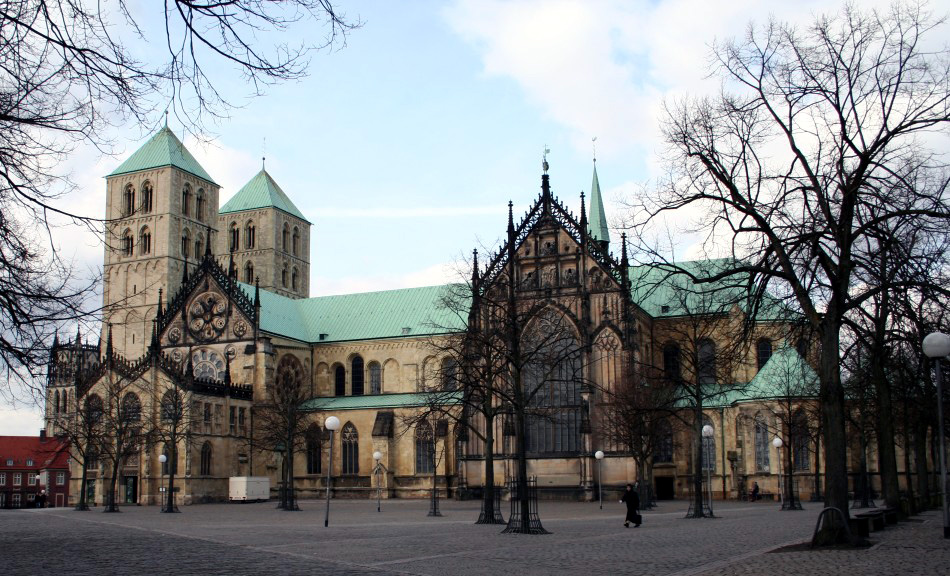
Duomo di San Paolo
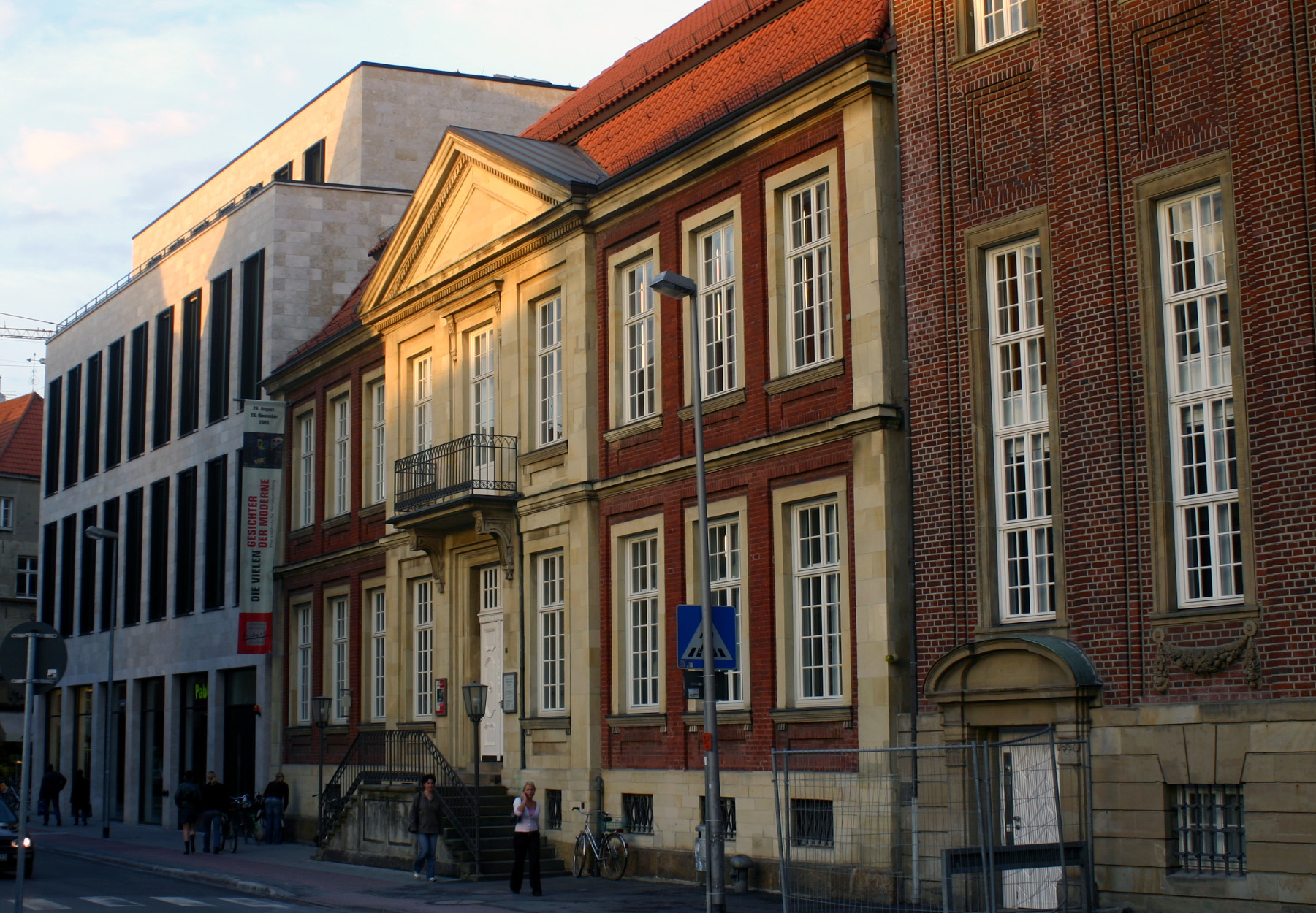
Museo "Pablo Picasso"
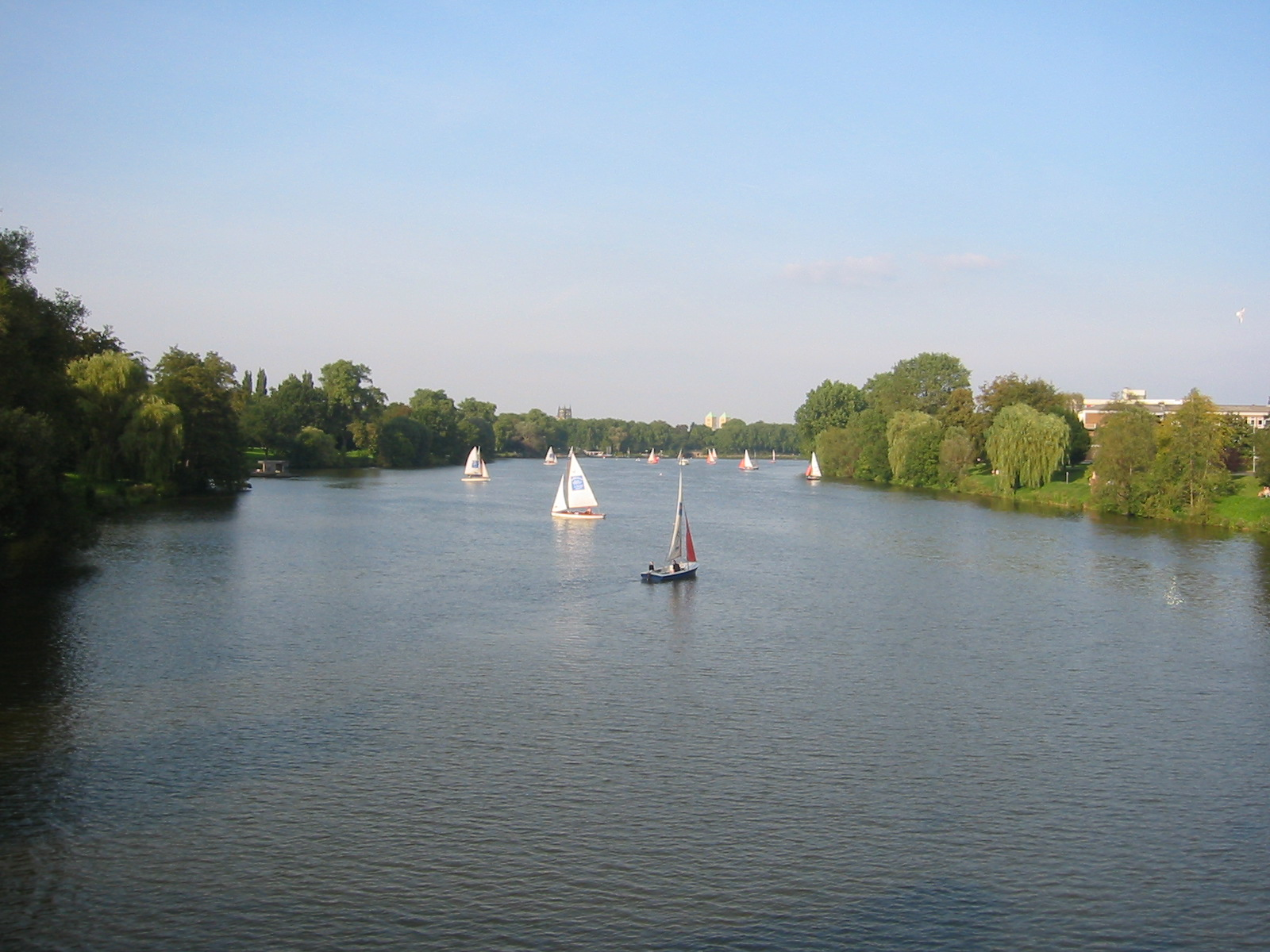
Aasee
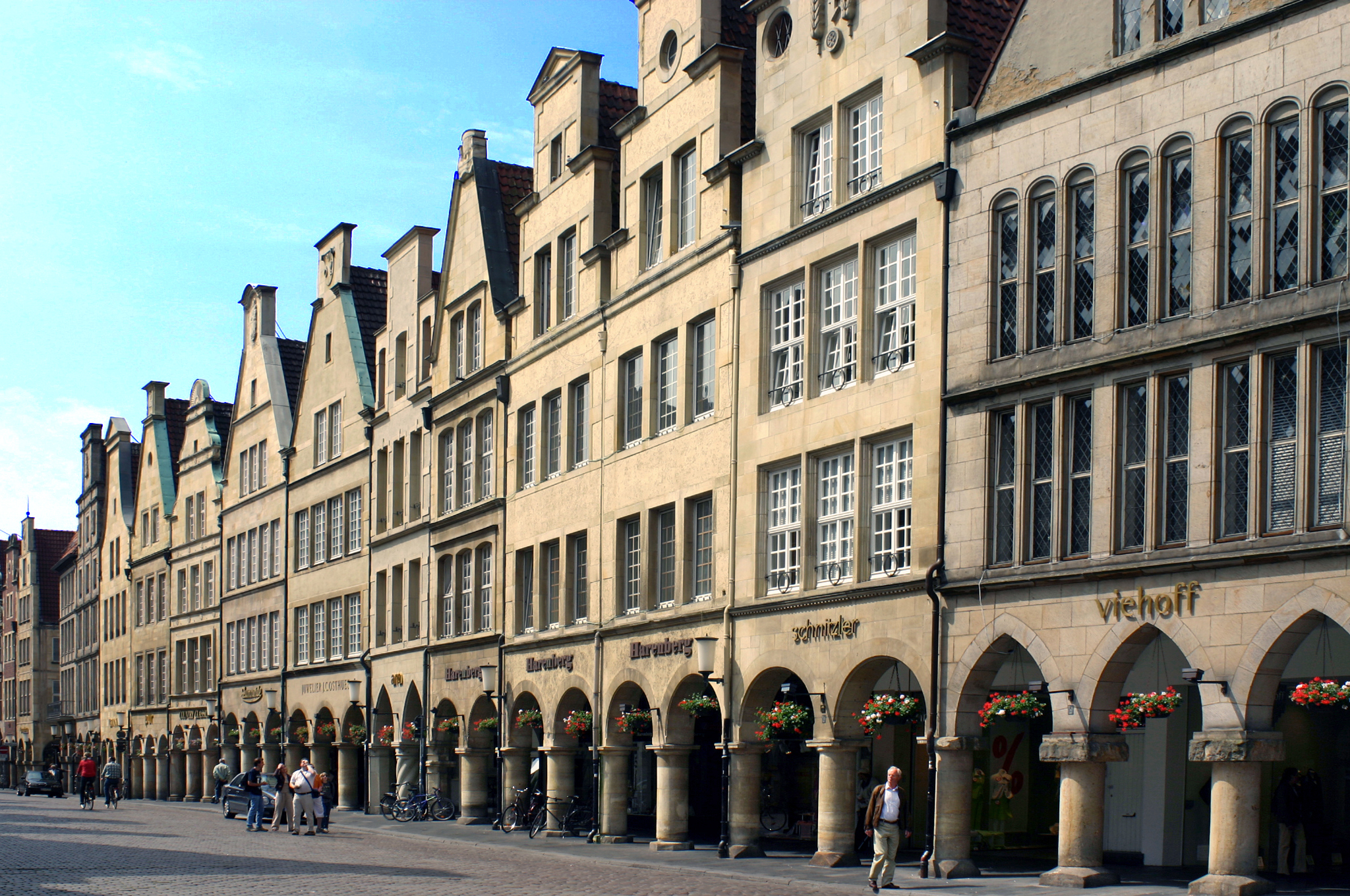
Strada principale Prinzipalmarkt